# Colesterol
Colesterolul (C27H46O) este un lipid, având la bază sterol, identificat în membrana celulară și în țesuturile organismului și transportat în sânge. Termenul provine din grecescul chole (bilă) și stereos (solis) plus sufixul „ol”, fiind identificat în calculii colesterolici în anul 1784. De regulă, el nu se absoarbe prin alimentație, ci se sintetizează în organismul animal. Se concentrează la nivelul ficatului, măduvei spinării, a creierului dar și la nivelul plăcii de aterom, conducând la ateroscleroză. Colesterolul are un rol important în organism, numeroase procese biochimice avându-l drept precursor. Hiperproducerea de colesterol (cel din lipoproteine de mică densitate) este asociată cu afecțiuni vasculare: accidente vasculare cerebrale, cardiace, oculare ș.a., periclitante pentru viață.
Termenul tradițional de colesterol sanguin se referă de fapt la 2 tipuri de lipide:
- LDL (low density lipoprotein) lipoproteine cu densitate mică așa numitul colesterol “rău”
- HDL (high density lipoprotein) lipoproteine cu densitate mare

Este important de menționat că LDL și HDL nu reprezintă colesterolul în sine, ci proteina care transportă colesterolul. De asemenea, 80% din celule sunt produse din colesterol. Încă un lucru important, celor cu arsuri grave le este dat sa mănânce pana la 20 de oua fierte tari. Numai colesterolul poate genera și reconstrui într-un timp foarte scurt celule foarte sănătoase.

## Caracteristici

### Rol fiziologic
Colesterolul este necesar pentru:
- menținerea integrității celulare; de asemenea are rol în reglarea vâscozității fluidelor celulare (sînge). Datorită grupării hidroxil, interacționează cu restul fosfat al membranei celulare, iar steroizii cu moleculă mare și lanțul hidrocarburic sunt introduse în membrană.
- sinteza bilei (acizi biliari)
- metabolismul vitaminelor liposolubile: A, D, K, E; este precursor major al vitaminei D.
- precursor al reacțiilor de sinteză a
  - hormonilor steroidici (cortisol și aldosteronă în glandele suprarenale)
  - hormonilor sexuali progesteron, estrogen și testosteron.
- intervine la nivelul sinapselor nervilor;
- intervine în sistemul imunitar, inclusiv împotriva cancerului.

Recent colesterolul  a făcut obiectul unui studiu desfășurat în 2001 de Haines, experiment care a scos la iveală faptul că ar reduce permeabilitatea pentru ionii de sodiu și protonilor.

### Proprietăți fizico - chimice
Este aproape insolubil în apă, din această cauză transportul său se realizează prin intermediul lipoproteinelor („cărăuși” ai colesterolului), care sunt hidrosolubile și transportă colesterolul și grăsimile în interiorul organismului. Proteinele formate la suprafața particulelor lipoproteice determină zona de unde colesterolul va fi extras și unde va fi transportat. Prima cale de transport o constituie chilomicronii, niște lipoproteine mari care, încărcate cu trigliceride și colesterol de la nivelul mucoasei intestinale, se îndreaptă către ficat. Aici are loc conversia trigliceridelor și a colesterolului în LDL, proteine care transportă mai departe trigliceridele și colesterolul către alte celule ale corpului. La persoanele sănătoase LDL sunt în număr mic, în timp ce numărul crescut al LDL este asociat cu incipiența ateromatozei arteriale.
HDL sunt particule de transport al colesterolului înapoi la ficat pentru excreție, dar sunt numeroase semne de întrebare asupra capacității lor de a efectua acest transport. Numărul lor mare este un semn de sănătate a organismului, iar numărul lor scăzut indică o accentuare a plăcii ateromatoase la nivelul arterelor. De asemenea, concentrația lor nu indică și numărul de HDL aflate în organism, la fel cum se întâmplă și în cazul LDL, acest lucru influențând în mod negativ testele de laborator.

### Sinteza colesterolului
Pe ansamblu,  reacțiile biochimice ale sintezei colesterolului pot fi grupate în 3 etape mari:

#### Etapa 1

Precursorul colesterolului este acetil coenzima A care în prima etapă duce la formarea IPP (izopentenilpirofosfatului)

Formarea izopentenil pirofosfatului din acetil coenzima A și alte substanțe intermediare. Biosinteza colesterolului începe prin cuplarea a 2 molecule de acetil-CoA, care duc la formarea a unei molecule de acetoacetil-CoA. Aceasta se combină cu o nouă moleculă de acetil CoA în prezența enzimei hidroximetilglutaril CoA sintaza și formează  3OH 3metil glutaril CoA, compus ce are în moleculă 6 atomi de carbon (HMG-CoA). În continuare acesta se reduce NADPH+H+ și a enzimei hidroximetilglutaril CoA reductaza la acid mevalonic (MVA), care suferă o fosforilare în prezența mevalonat kinazei formînd mevalonat5 fosfat. Acest compus se va transforma  sub influența fosfomevalonat kinazei în mevalonat pirofosfat MVA-PP, compus care suferă o decarboxilare sub acțiunea difosfomevalonat-dicarboxilazei, produsul final fiind IPP (izopentenilpirofosfat), denumit și izopren activ care constituie precursorul colesterolului, dar și a sterolilor, carotenoidelor, terpenelor, chinonelor, etc.

#### Etapa 2

Produsul acestei etape este scualenul format printr-o reacție de condensare „cap-cap”

IPP sub acțiunea unei izomeraze se transformă în DMA PP (dimetilalilpirofosfat); prin combinarea acestor izomeri are loc formarea unui alt precursor important în reacțiile biochimice GPP( geranilpirofosfatul cu 10 atomi de carbon în moleculă). GPP reacționează în continuare cu o moleculă de IPP formând farnezil-pirofosfat (C15). 2 molecule de farnesil pirofosfat se condensează cap-cap formând scualenul (C30).

#### Etapa 3

Această reacție are la bază ciclizarea scualenului printr-o pliere în armonică a catenei poliizoprenice

Scualenul prin procese de ciclizare și oxidare se transformă în lanosterol, iar acesta prin reacții de ciclizare, oxidare formează colesterolul.